# Mont Makrylákkoma
Le mont Makrylákkoma (grec moderne : Μακρυλάκκωμα) est une montagne dominant la ville d'Areópoli, dème du Magne-Oriental, dans le district régional de Laconie, en Grèce.

## Relais radio
Un relai radio est installé à une extrémité (815 m), une route technique permet d'y accéder.